# Futunien
Le futunien  (autonyme : fakafutuna) est une langue de la famille des langues polynésiennes, plus précisément du sous-groupe des langues polynésiennes nucléaires. Il est parlé par 4 500 personnes à Futuna, en 2008, et environ 5 000 en Nouvelle-Calédonie d'après un recensement de 1996. C'est une langue ergative de type VSO. Le futunien est proche du samoan ainsi que du wallisien.

## Répartition géographique

Le futunien est parlé à Futuna (carte) et en Nouvelle-Calédonie.

Le futunien est parlé par la quasi-totalité des habitants de Futuna (îles Horn), en Polynésie, et par les nombreux émigrés en Nouvelle-Calédonie (région du Grand Nouméa et de Thio), ainsi que par les Futuniens installés en France métropolitaine. Il est également parlé à Wallis par une centaine de Futuniens installés sur l'île et les élèves futuniens pensionnaires du lycée de Wallis et Futuna.
Bruce Biggs, cité par Christophe Sand et al. (2007), indique que le futunien était également parlé sur l'île fidjienne de Naqelelevu depuis la première moitié du XIXe siècle, lorsque l'île était la propriété du chef futunien Keletaona. Jusqu'au début du XXe siècle au moins, la population de l'île était bilingue fidjien-futunien. Un récit recueilli par Biggs en 1974 d'un futunien ayant dérivé en bateau de Futuna jusqu'à l'île de Cikobia rapporte que certains habitants de Cikobia sont également originaires de Futuna, ce qui laisse penser que le futunien a pu être parlé sur cette île.

## Histoire

### Différenciation progressive du proto-polynésien

Le futunien est issu du proto-polynésien, qui était parlé autour du dans les îles de Polynésie occidentale avant se différencier en différentes langues polynésiennes.

Les Futuniens sont un peuple polynésien issu des migrations des Austronésiens, partis d'Asie du Sud-Est vers l'an 2000 av. J.-C.. L'archéologue Daniel Frimigacci estime que les premiers habitants de Futuna, de culture lapita, arrivent à Futuna vers 1300 av. J.-C. tandis que Christophe Sand situe cette arrivée plus tard, vers 800 av. J.-C..
Bruce Biggs, cité par Christophe Sand, estime qu'à la fin du premier millénaire av. J.-C., le proto-polynésien s'est séparé en deux branches : la branche tongienne (langues tongiques) d'une part, incluant l'archipel des Tonga et Niue, et le proto-polynésien nucléaire, parlé à Samoa, Wallis, Futuna ainsi que sur deux îles tongiennes, Niuafo'ou et Niuatoputapu. Cela explique la proximité linguistique entre ces îles. Futuna reçoit une forte influence samoane, même si sa géographie la rend difficile d'accès. Les recherches archéologiques de Christophe Sand ont montré l'existence de contacts entre Futuna et les îles de Cikobia et de Naqelelevu de l'archipel des Fidji, ayant résulté en des emprunts linguistiques mutuels, bien que limités.
Conformément au principe d' « une île, une langue » qui prévaut en Polynésie, le futunien s'est différencié du proto-polynésien nucléaire dont il est issu.

### Contacts avec les Européens

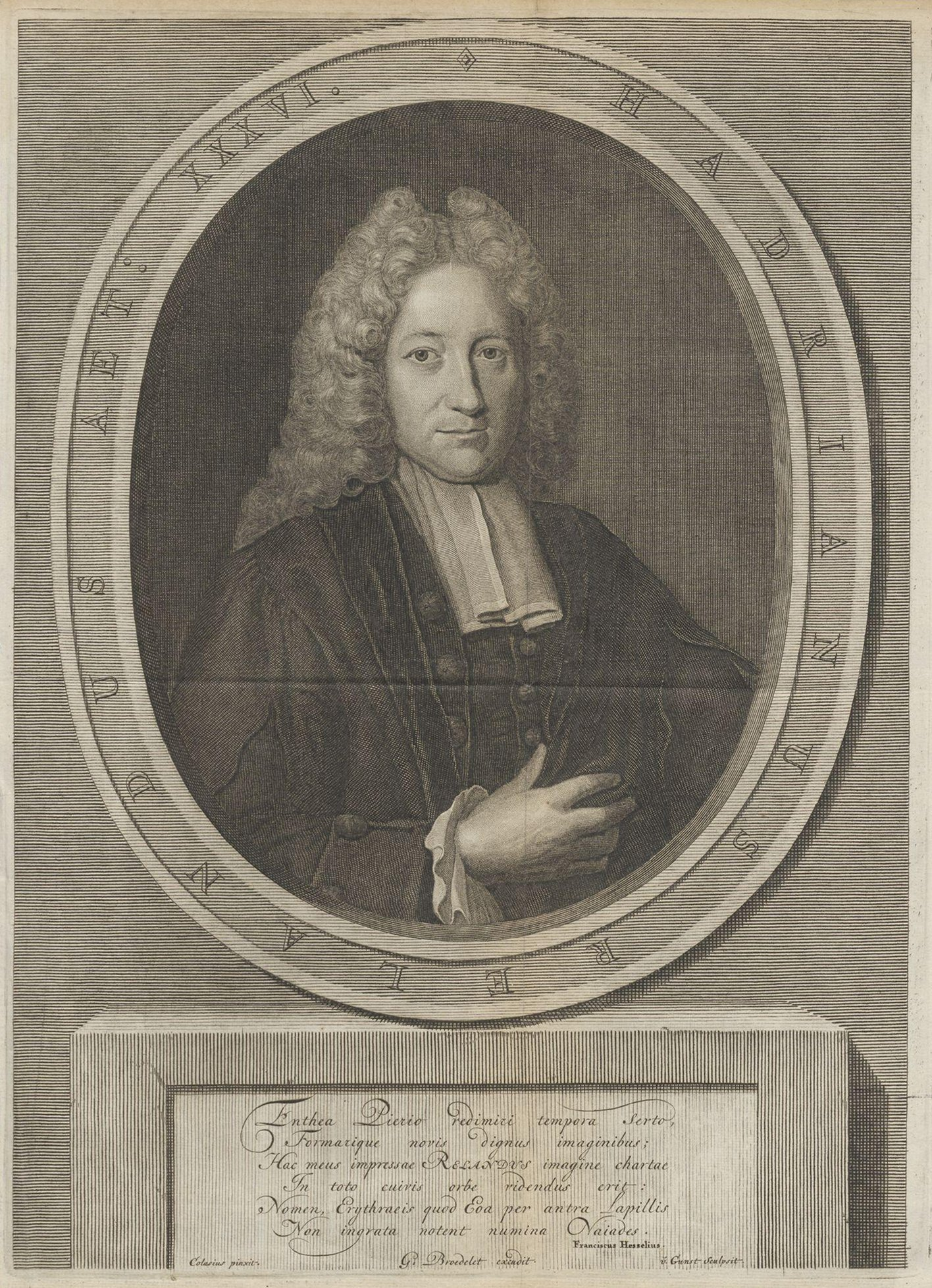
En 1706, Hadrian Reland est le premier à mettre en évidence le lien entre les langues austronésiennes, notamment grâce à l'étude comparée du futunien.

Le futunien est la première langue polynésienne avec laquelle les Européens sont entrés en contact : en 1616, les Hollandais William Schouten et Jacob Le Maire accostent à Futuna. Ces navigateurs publient la première liste de mots en futunien, qui permet au Hollandais Hadrian Reland de mettre en évidence les similitudes entre le futunien, le malgache, le malais et d'autres langues austronésiennes en 1706,.
L'arrivée des missionnaires Maristes en 1837 entraîne des bouleversements sociaux, politiques et religieux (Futuna est convertie au catholicisme) qui ont des répercussions sur la langue. Le père Isidore Grétzel élabore un système d'écriture, très proche de celui utilisé aujourd'hui. Dès le départ, le but des missionnaires est d'utiliser la langue vernaculaire pour transmettre l’Évangile. Ils introduisent de nombreux mots religieux issus du latin, qui sont désormais solidement ancrés dans le vocabulaire actuel.
Wallis-et-Futuna deviennent un protectorat français en 1888 mais la présence française à Futuna reste minime. L'enseignement dans les écoles créées par les missionnaires se fait en futunien et le français est presque complètement absent. C'est pourquoi la population demeure monolingue pendant de nombreuses années. Le rôle des missionnaires a été très important dans la préservation des langues vernaculaires de Wallis-et-Futuna, fournissant les premiers dictionnaires et s'opposant à l'imposition du français voulue par l'administration.
En 1961, Wallis-et-Futuna deviennent par référendum un territoire d'outre-mer français. Cela a de profondes conséquences sur la société futunienne avec notamment l'arrivée de l'enseignement secondaire laïc délivré en français par des professeurs de France métropolitaine. Depuis, l'enseignement se fait majoritairement en français, et aujourd'hui la majorité de la population futunienne est bilingue futunien-français. Seule la population plus âgée, qui n'a pas été à l'école, ne parle que le futunien.

### Migrations vers la Nouvelle-Calédonie et la France métropolitaine
Pendant la seconde guerre mondiale, les Américains emmènent le premier contingent de Futuniens hors de leur île, en Nouvelle-Calédonie,. C'est le début d'une longue tradition migratoire vers le « Caillou » qui a conduit à l'implantation de plus de 21 000 Wallisiens et Futuniens en Nouvelle-Calédonie,. Ces derniers sont désormais plus nombreux que les habitants restés à Wallis-et-Futuna. Il est difficile de quantifier la proportion de Futuniens en Nouvelle-Calédonie, notamment parce que les statistiques ne distinguent pas entre Wallisiens et Futuniens. Cependant, Jacques Leclerc indique qu'en 2012, 1,8 % de la population calédonienne parle futunien, ce qui représente 4 900 locuteurs.
Depuis les années 2000, il existe une migration futunienne vers la France métropolitaine. En l'absence de statistiques, il est impossible de quantifier précisément le nombre de locuteurs.

## Situation sociolinguistique actuelle

### Situation à Futuna

#### Données démolinguistiques
Le recensement de Wallis-et-Futuna de 2013 permet d'avoir un aperçu détaillé de la situation sociolinguistique. En 2013, Futuna comptait 3 613 habitants (2 156 à Alo et 1 457 à Sigave). Parmi les plus de 18 ans, 2 541 futuniens déclarent savoir parler une langue polynésienne (sans distinction entre wallisien et futunien). 2 508 d'entre eux savent également lire et 2 499 écrire dans une langue polynésienne. Le recensement montre que le futunien est solidement ancré dans la société futunienne, puisque c'est la langue la plus couramment parlée en famille pour 2 458 personnes. On peut donc estimer qu'environ 2 500 personnes de plus de 18 ans parlent futunien à Futuna.
La Délégation générale à la langue française et aux langues de France (DGLFLF) estime pour sa part que le nombre total de locuteurs du futunien est de 6 500 (en y incluant la Nouvelle-Calédonie). Chez les plus de 18 ans, 2219 Futuniens déclarent savoir parler français, tandis que les taux de littératie sont légèrement inférieurs : 2048 déclarent savoir lire le français, et 2017 savoir écrire en français.
| Compétences linguistiques des Futuniens de plus de 18 ans (2013) | Compétences linguistiques des Futuniens de plus de 18 ans (2013) | Compétences linguistiques des Futuniens de plus de 18 ans (2013) | Compétences linguistiques des Futuniens de plus de 18 ans (2013) |
|                                                                  | parler                                                           | lire                                                             | écrire                                                           |
| ---------------------------------------------------------------- | ---------------------------------------------------------------- | ---------------------------------------------------------------- | ---------------------------------------------------------------- |
| Langue polynésienne                                              | 96,5 %                                                           | 95,2 %                                                           | 94,9 %                                                           |
| Français                                                         | 84,3 %                                                           | 77,8 %                                                           | 76,6 %                                                           |

Le bilinguisme est un phénomène récent dans l'histoire de Futuna. Ce n'est qu'à partir de 1961 que l'enseignement du français se met en place. En 1976, 70 % des futuniens de plus de 14 ans ne parlaient pas français, surtout ceux de plus de 30 ans. En 2003, 74 % des Futuniens de plus de 14 ans maîtrisaient le français, contre 76,6 % en 2013. En dix ans, le nombre de futuniens sachant parler français a donc légèrement progressé, mais il reste inférieur à celui de Wallis (81 % en 2003).
Avant l'arrivée du français sur l'île, la plupart des Futuniens (70 %) avaient été alphabétisés dans leur langue maternelle à l'école, un mouvement qui a débuté dans les années 1930 d'après le recensement de 1976. Ainsi, certains Futuniens ne maîtrisent pas le français mais savent parfaitement lire et écrire leur langue vernaculaire (notamment les personnes âgées). La situation à Futuna est donc celle d'un bilinguisme additif. En plus du français, les Futuniens apprennent également l'anglais comme langue étrangère à l'école.

#### Baisse de la population et diminution du nombre de locuteurs
En 2003, 2 897 Futuniens de plus de 14 ans déclaraient parler futunien contre 2 541, chez les plus de 18 ans, en 2013 : en dix ans, le nombre de locuteurs a donc diminué. Cette baisse des locuteurs est liée à l'émigration de plus en plus importante des jeunes qui s'en vont vers la Nouvelle-Calédonie ou la France métropolitaine et qui n'est plus compensée par la natalité. Sur cette même période, la population de Futuna a diminué de 25 %, passant de 4 873 habitants à 3 613 habitants.

#### Domaines d'usage du futunien et diglossie avec le français
Selon Yves Challant, la situation à Futuna dans les années 2010 peut être qualifiée de diglossie stable. En effet, le français et le futunien ont tous les deux des domaines d'usages bien délimités qui font qu'aucune langue ne menace l'autre.
Langue parlée par plus de 90 % de la population, le futunien est la langue utilisée dans la vie quotidienne, au sein de la famille, mais également dans la vie publique. Elle est utilisée lors des cérémonies traditionnelles, des fêtes religieuses, et de la plupart des événements coutumiers. Yves Challant note que les Futuniens n'utilisent que le futunien lorsqu'ils parlent entre eux, et ont recours au français uniquement lorsqu'ils doivent communiquer avec des métropolitains. Il juge l'usage du futunien « très vivace ». De même, dans son édition mise à jour de 2015, Ethnologue classe le futunien au niveau 5 (sur une échelle de 0 à 10 où 0 est la meilleure situation), « en développement » (developping) : « l'usage de la langue est fort, elle possède une littérature et une forme standardisée utilisée par quelques locuteurs, bien que ce ne soit pas répandu ou durable ».
Par contre, le français est la langue quasi exclusive de l'enseignement. Le futunien n'est enseigné que quelques heures par semaine. De plus, les professeurs du secondaire sont tous des métropolitains envoyés sur l'île pour une période de deux à quatre ans. Le français est également la langue officielle de l'administration - mais les Futuniens communiquent en futunien si l'employé est futunien et en français uniquement s'il s'agit d'un métropolitain. Le français est la langue véhiculaire entre les Futuniens et les métropolitains, étant donné que très peu d'entre eux apprennent le futunien. En outre, de par son statut officiel, le français jouit d'un prestige indéniable, confortant sa position comme « langue de pouvoir » selon Challant. À l'inverse, le futunien n'a aucun statut spécifique sur l'île. Jacques Leclerc estime que « la politique linguistique du gouvernement français consiste simplement à ignorer les langues locales, le wallisien et le futunien, dans le cadre de l’administration de l’État et de l’éducation institutionnalisée ».
Sur le plan politique, on retrouve la même situation de diglossie. La chefferie traditionnelle, reconnue par le statut de 1961, parle et débat en futunien, et un membre de la chefferie assure la traduction pour les métropolitains. Le futunien peut être utilisé au sein de l'assemblée territoriale, mais les conseillers territoriaux sont tenus de traduire leurs propos en français. Le futunien est aussi la langue de la religion. Cela est la conséquence du travail effectué par les missionnaires dès leur arrivée pour évangéliser les populations dans leur langue vernaculaire. La messe quotidienne a lieu en futunien. Futuna compte plusieurs prêtres futuniens, qui maîtrisent donc la langue locale. De nombreux chants, cantiques et prières ont été traduits et composés en futunien et ils constituent une part importante des livres et documents écrits (missels, livre de prières, etc).

#### Le futunien dans l'enseignement: une place très réduite
Le français étant la langue officielle de l'enseignement, le futunien a une place très réduite dans le système scolaire de Futuna. La première année de maternelle se fait en futunien, mais dès la moyenne section, le français est utilisé quasi exclusivement. Une heure de futunien est enseignée chaque semaine dans les deux collèges de Futuna ainsi que les deux heures de catéchisme par semaine. Le syndicat SNES de Wallis-et-Futuna indique que le wallisien et le futunien sont proposés comme matière optionnelle depuis 2013, faisant une « timide apparition » dans les programmes. Depuis 2016, il est possible de présenter le futunien comme option au baccalauréat, à l'instar de certaines langues régionales de France. En 2017, treize candidats ont ainsi passé une épreuve orale de futunien au bac.
En 2016, il n'existe encore aucune formation délivrant de diplôme en futunien (d'où les difficultés pour l'intégrer dans le système scolaire et sa reconnaissance au baccalauréat, notamment). En outre, l'IUFM de Wallis-et-Futuna a fermé ses portes et les enseignants futuniens doivent effectuer leur formation en Nouvelle-Calédonie. En pratique, l'enseignement du futunien dépend donc des initiatives personnelles des professeurs concernés.
Selon la linguiste Claire Moyse-Faurie, des progrès ont été effectués dans l'enseignement du futunien par plusieurs professeurs locaux depuis les années 2010. Cependant, elle note que ces efforts « soulignent aussi le besoin urgent de mettre en place une structure destinée à encourager, à conforter et à valider l'ensemble des travaux effectués ou en cours portant sur le futunien ». Moyse-Faurie estime que la situation actuelle à Futuna est un bilinguisme déséquilibré ne permettant pas un développement harmonieux de l'enfant. Les élèves arrivent dans le système scolaire en parlant leur langue maternelle et se retrouvent confrontés au français. Rappelant que les bénéfices de l'enseignement en langue maternelle ont été largement démontrés, la linguiste plaide pour la mise en place d'un enseignement bilingue. Moyse-Faurie et Charles André Lebon écrivent également que « l’Éducation Nationale conduit inévitablement à une acculturation et à un étouffement de la langue locale sur du long terme ».
Yves Challant va également dans ce sens en soulignant que le français est enseigné de la même manière à Futuna qu'en France métropolitaine, alors que c'est une langue seconde pour la plupart des élèves. Cela entraîne des problèmes de compréhension pour les élèves,. Jacques Leclerc dénonce cette situation, source de « sérieux problèmes d'apprentissage » et d'un décalage socioculturel, car les contenus des manuels scolaires ne sont pas adaptés aux réalités locales. Pour Soane Vehika, les problèmes de compréhension et d'expression en français ne viennent pas de facteurs uniquement linguistiques mais du décalage entre la culture wallisienne et futunienne à tradition orale et la culture scolaire métropolitaine, centrée autour de l'écrit et de la littérature.
En 2015, la fondation de l'Académie des langues wallisienne et futunienne permet de renforcer la stabilité du futunien et mène des travaux de normalisation linguistique, notamment autour du vocabulaire du numérique.

#### La place du futunien par rapport au wallisien: un rapport inégal
Yves Challant estime que « le futunien est aussi en position dominée dans le rapport qu’il peut entretenir avec le wallisien ». En effet, la relation entre Futuna et Wallis est très déséquilibrée, Futuna dépendant entièrement de son « île sœur » sur les plans administratif, politique et économique. Ce rapport inégal s'est développé depuis le XIXe siècle et l'installation de l'administration et de l’évêché à Wallis. Pour Challant, « il n’est donc pas étonnant que cette situation se retrouve aussi dans les rapports (socio)linguistiques entre les deux communautés ».
Bien que le wallisien et le futunien soient des langues très proches, elles ne sont pas entièrement mutuellement compréhensibles. Cette situation défavorable au futunien fait que de nombreux Futuniens comprennent et parlent le wallisien, tandis que l'inverse se vérifie peu. Selon Karl Rensch (1990), tous les futuniens allant au collège de Wallis deviennent trilingues futunien-wallisien-français, et les Wallisiens attendent des Futuniens qu'ils apprennent le faka'uvea.
Le wallisien jouit donc d'un prestige plus élevé que le futunien, ce qui se retrouve dans des stéréotypes linguistiques (le futunien serait difficile à prononcer, le wallisien serait une langue facile...). Ainsi, lorsque Wallisiens et Futuniens se rencontrent, le wallisien est souvent utilisé comme langue véhiculaire.

### Transmission de la langue en Nouvelle-Calédonie et en métropole
En Nouvelle-Calédonie, les Futuniens sont doublement minoritaires : par rapport au reste de la population, mais également par rapport aux Wallisiens, trois fois plus nombreux qu'eux. La langue futunienne, considérée comme une langue de l'immigration, ne fait pas partie des langues Kanak couvertes par les dispositions de l'accord de Nouméa. Elle n'est pas du tout enseignée à l'école. En outre, la langue est parlée uniquement au sein de la famille : à l'école, les jeunes ne l'utilisent pas entre eux.
Plusieurs auteurs, dont Claire Moyse-Faurie, notent que la langue a tendance à se perdre rapidement sous l'effet d'une conversion linguistique vers le français : hors de Futuna, la transmission n'est plus être assurée et si l'exode des futuniens se maintient à son rythme actuel, le futunien perdra de plus en plus de locuteurs. Moyse-Faurie considère donc le wallisien et le futunien comme des langues en danger.

« Certes, la transmission intergénérationnelle reste encore assez bonne à Wallis et à Futuna, mais elle n’est plus assurée à l’extérieur du territoire. En Nouvelle-Calédonie, où résident autant de Futuniens et Wallisiens que dans leurs îles d’origine, les deux langues sont marginalisées non seulement par l’omniprésence du français, mais aussi par le poids de l’histoire récente. »

Ethnologue estime qu'en Nouvelle-Calédonie, la langue est menacée, la classant au niveau 6b ("threatened"). La base de données ne fait aucune mention du futunien en France métropolitaine.
En France métropolitaine, plusieurs associations tentent de maintenir et transmettre la langue futunienne. Cela passe notamment par des expressions culturelles : danses, chants, fêtes... Le futunien peut également être utilisé, parfois en conjonction avec le wallisien, lors de messes animées par la communauté wallisienne et futunienne de métropole,. S'il fait partie des 75 langues de France mises en évidence par Bernard Cerquiglini, le futunien est quasiment invisible en France métropolitaine, d'autant plus qu'il n'y possède pas de base territoriale.

## Classification

### Parmi les langues polynésiennes

Le futunien descend du proto-polynésien, qui s'est séparé en deux groupes : nucléaire (auquel appartient le futunien) et tongique.

Le futunien descend du proto-polynésien nucléaire. Selon la classification traditionnelle des langues polynésiennes de Clark (1976), citée par Claire Moyse-Faurie (1993), le futunien fait partie de la branche samoïque des langues polynésiennes. Jeffrey Marck a remis en cause en 1999 cette classification, estimant que la branche samoïque n'était pas suffisamment attestée. Dans son modèle, le futunien devient une langue non-classée au sein du groupe polynésien nucléaire. C'est la classification retenue aujourd'hui, notamment par Glottolog.
Un sous-groupe de langues futuniques (au sein du polynésien nucléaire) a été proposé par Donn Thomas Bayard en 1966, incluant le futunien, le wallisien et toutes les langues outliers non-ellicéennes (anuta, emae, fagauvea, futuna-aniwa, mele-fila, rennell-bellona, tikopia, vaeakau-taumako). Ce sous-groupe, repris dans la classification d'Ethnologue, n'est que faiblement attesté et contesté par Marck.
Claire Moyse-Faurie note que « le futunien apparaît comme la langue polynésienne la plus conservatrice, ayant gardé intactes toutes les consonnes du proto-polynésien nucléaire ».
Le tableau suivant montre la comparaison des phonèmes entre différentes langues polynésiennes ainsi que le malgache (langue austronésienne) :
|         | Correspondance des phonèmes |         |        |          |           |                |                 |
| Phonème | Proto-polynésien            | Tongien | Samoan | Futunien | Wallisien | Malgache       | Français        |
| /ŋ/     | *taŋata                     | tangata | tagata | tagata   | tagata    | ranada         | homme           |
| /s/     | *sina                       | hina    | sina   | sina     | hina      | sina (matsaho) | gris de cheveux |
| /ti/    | *tiale                      | siale   | tiale  | tiale    | siale     | fialy          | Gardenia        |
| /k/     | *waka                       | vaka    | vaʻa   | vaka     | vaka      | baka           | canoë           |
| /f/     | *fafine                     | fefine  | fafine | fafine   | fafine    | vaviny         | femme           |
| /ʔ/     | *matuqa                     | motuʻa  | matua  | matu'a   | matu'a    | matoa          | parent          |
| /r/     | *rua                        | ua      | lua    | lua      | lua       | roa            | deux            |
| /l/     | *tolu                       | tolu    | tolu   | tolu     | tolu      | telo           | trois           |

### Différences internes
Le futunien n'a pas de dialectes, mais il existe quelques différences entre le parler du royaume d'Alo et celui de Sigave. Elles n'empêchent pas l'intercompréhension et servent au contraire à marquer l'appartenance géographique du locuteur,.
Ces différences peuvent porter sur un son :
| Alo   | Sigave | Traduction       |
| ----- | ------ | ---------------- |
| pula  | puna   | bouillir         |
| vavai | vavae  | kapokier         |
| talie | talia  | dahlia (emprunt) |

Les mots empruntés sont parfois différents d'un royaume à l'autre : ainsi, pomme se dit apo à Alo (emprunt à l'anglais apple) tandis qu'à Sigave, le terme pomo (du français pomme) est utilisé.
Le parler d'Alo a tendance à redoubler les termes de base :
| Alo          | Sigave   | Traduction        |
| ------------ | -------- | ----------------- |
| fakamamimami | fakamami | goûter            |
| mimiti       | miti     | amincir           |
| momofi       | mofi     | chaleur, chauffer |

Enfin, il existe quelques différences lexicales entre les deux royaumes :
| Alo    | Sigave  | Traduction          |
| ------ | ------- | ------------------- |
| ivi    | afo     | ligne pour la pêche |
| kulo   | fai'umu | mamite              |
| māsau  | palalau | parler              |
| sātuia | puipui  | paravent            |

Ces quelques différences ne remettent pas en question l'unité de la langue futunienne.

### Langues proches
Le futuna-aniwa, langue proche du futunien, est parlé dans deux exclaves polynésiennes au Vanuatu : Aniwa et Futuna (Vanuatu). C'est pour cette raison que le futunien est appelé East Futunan en anglais, pour le distinguer du futuna-aniwa (nommé West Futunan en anglais).

## Phonologie
Le futunien comporte 5 voyelles (a, e (/e/), i, o, u (/u/)) qui peuvent être brèves ou longues. Les voyelles longues sont notées par un macron : ā, ē, ī, ō, ū. Le futunien possède 11 consonnes : 4 occlusives sourdes (p, k, t et la glottale /ʔ/, notée par une apostrophe ' ou un okina ʻ) ; 3 nasales m, n et g (/ŋ/) et 4 fricatives f, v, l et s. /ŋ/ correspond au son ng comme dans « parking ».
Le futunien a une structure syllabique de type CVCV, ce qui signifie que deux consonnes sont nécessairement séparées par une voyelle ; l'inverse n'est pas vrai (exemples : eio (oui), tauasu (réunion où l'on boit du kava), aua (particule de l'impératif négatif), etc.). Les mots se terminent obligatoirement par une voyelle.

### Intégration des emprunts
Le lexique emprunté à l'anglais, au français et au latin a été adapté à la structure syllabique du futunien et à sa phonologie. Par exemple, le mot France est devenu Falani en futunien, par la transformation du r en l, l'intégration d'une voyelle entre chaque consonne et l'ajout d'une voyelle finale (Falani). Les mots anglais se terminant par -er sont souvent rendus par -a en futunien : newspaper devient nusipepa (journal). De la même manière, uafu (quai) vient de l'anglais wharf.
Les noms propres ont été intégrés dans la langue futunienne selon le même principe, tant pour certains noms de famille (Smith a été futunisé en Simete) que les prénoms (après latinisation) : Marie > Malia, Jean > Soane, Pierre > Petelo, François > Falakiko, Bernadette > Pelenatita. Saint Pierre Chanel, évangélisateur de Futuna et martyr de l'Océanie, se dit Petelo Sanele.[réf. souhaitée]
| Son original | Transformation en futunien | Exemple    | Mot en futunien | Traduction               |
| ------------ | -------------------------- | ---------- | --------------- | ------------------------ |
| [d]          | [t]                        | Dominique  | Tominiko        | Dominique                |
| [b]          | [p]                        | Britain    | pilitania       | Grande-Bretagne, anglais |
| [g]          | [k]                        | gas        | kasa            | gaz                      |
| [r]          | [l]                        | République | lepupilika      | République               |
| [w]          | [u]                        | Wallis     | ualisi          | Wallis                   |
| [dz], [ts]   | [t]                        |            |                 |                          |
| [ch]         | [s]                        | China      | siaina          | Chine                    |
| [j]          | [s]                        | Julius     | sulio           | juillet (du latin)       |
| [y]          | [u]                        | Jésus      | Sēsū            | Jésus                    |
| [ɘ(r)]       | [a]                        | paper      | pepa            | papier                   |

## Écriture
La société futunienne ne connaissant pas l'écriture, le premier document écrit en futunien est une liste de 118 mots recueillie par William Schouten et Jacob Le Maire en 1616 lors de leur passage à Futuna.
Le premier système d'écriture du futunien est élaboré par le père Isidore Grétzel, largement phonologique, où il note la longueur vocalique par un tiret suscrit et le coup de glotte par une apostrophe. La linguiste Claire Moyse-Faurie a repris et amélioré le système de Grétzel, en incluant la glottale par une apostrophe et la longueur vocalique par un tiret suscrit (macron). La consonne nasale vélaire [ŋ] est notée par la lettre g (contrairement à d'autres langues polynésiennes comme le tongien où elle s'écrit ng (tongien tangata vs futunien tagata, « homme ».)

### Graphie «officielle»vsgraphies autodidactes
L'écriture proposée par Moyse-Faurie a été reprise dans l'enseignement, mais en pratique, les futuniens comme les wallisiens utilisent une graphie différente : très souvent, le macron est omis (difficile à taper sur un clavier AZERTY) ou remplacé par un accent circonflexe, et le coup de glotte est indiqué par une apostrophe ou simplement non indiqué, surtout lorsqu'il est en début du mot. Ainsi, mālō le ma’uli (bonjour) est souvent écrit malo le ma’uli voire simplement malo le mauli. Claire Moyse-Faurie estime néanmoins qu'il est primordial de noter la longueur vocalique et le coup de glotte afin de distinguer correctement les mots et éviter toute confusion. Cela est illustré par les exemples suivants :
- ano (aller) / āno (fossé) ;
- sa’ele (marcher) / sā’ele (pêcher le poulpe) ;
- gugu (mâcher avec difficulté) / gūgū (parler à voix basse) ;
- agaaga (usage, façon d'être) / ’aga’aga (être tourné vers),
- sau (roi) / sa’u (détacher, enlever)[51].

De même, la séparation des mots est différente entre la graphie prescrite et l'usage majoritaire des futuniens. Ainsi, l'orthographe « officielle » sépare les prépositions des articles (ko le, i le, ki le), tandis que l'écriture autodidacte tend à les coller (kole, ile, kile).

## Lexique
Le lexique du futunien provient essentiellement du proto-polynésien nucléaire dont il est issu. Il compte également de nombreux emprunts à l'anglais, au latin et au français.
| Mot    | Traduction | Prononciation standard |
| ------ | ---------- | ---------------------- |
| terre  | fenua      | /fenua/                |
| ciel   | lagi       | /laŋi/                 |
| eau    | vai        |                        |
| feu    | afi        |                        |
| homme  | tagata     | /taŋata/               |
| femme  | fafine     |                        |
| manger | kai        |                        |
| boire  | inu        |                        |
| grand  | lasi       |                        |
| petit  | 'iki'iki   |                        |
| nuit   | pō         |                        |
| jour   | aso        |                        |

### Emprunts
Les emprunts dans la langue futunienne sont le reflet des apports extérieurs à Futuna. En ce sens, ils permettent de retracer en filigrane l'histoire de l'île. Il faut garder à l'esprit que ces emprunts se font à partir de la prononciation du mot et non pas de son écriture.

#### Emprunts aux autres langues austronésiennes voisines
Le futunien a emprunté plusieurs mots de son vocabulaire au fidjien. La période pré-européenne était caractérisée par des échanges fréquents entre Futuna et les îles voisines des Fidji (Cikobia et Naqelevu notamment), source d'emprunts linguistiques réciproques mais néanmoins limités.
De nos jours, le futunien compte aussi des mots d'origine wallisienne ayant supplanté le terme futunien d'origine. Selon Claire Moyse-Faurie, cela est dû à l'influence de la radio émettant en wallisien.

#### Emprunt au néerlandais
Le tout premier emprunt issu d'une langue européenne en futunien vient peut-être du néerlandais, à la suite du séjour de deux semaines de l'expédition menée par Schouten et Le Maire en 1616. Paul Geraghty et Jan Tent démontrent que le mot pusa (malle, boîte, caisse, en futunien), est issu du néerlandais bus (ou bos) (boîte). Ils estiment que le mot s'est ensuite répandu dans d'autres îles voisines non visitées par les Hollandais : Niue, Tokelau, Wallis (où le terme se dit puha) puis le reste de la Polynésie.

#### Emprunts à l'anglais
Avant même l'arrivée des missionnaires, des navigateurs, marchands et beachcombers (marins ayant déserté leur navire) anglophones faisaient escale à Futuna au XIXe siècle. De cette époque datent les premiers emprunts à l'anglais, dans plusieurs domaines, notamment :
- Les techniques et métiers nouveaux : kapiteni (capitaine, de captain), sitima (cargo, de steamer), pepa (papier, de paper), meli (courrier, de mail) ;
- Les denrées alimentaires introduites : suka (sucre, de sugar), laisi (riz, de rice), kuka (cuisiner à l'européenne, de cook) ;
- Les animaux: osi (cheval, de horse), pūsi (chat, de pussy), pipi (bœuf, de beef) ;
- Les noms de pays : pilitania (Angleterre/anglais, de Britain), siamani (Allemagne, de Germany), sepania (Espagne, de Spain) etc.

L'influence de l'anglais s'est poursuivie durant la seconde guerre mondiale, lorsque l'armée américaine a occupé l'île de Wallis entre 1942 et 1946. Des mots comme tini (boîte de conserve, de tin), motokā (voiture, de motocar), penisini (essence, de benzine), ou encore Amelika (Américain) font désormais partie du vocabulaire courant.

#### Emprunts au latin

##### Vocabulaire religieux
Après la conversion de Futuna au catholicisme en 1841, les missionnaires ont introduit de nombreux mots latins, essentiellement du vocabulaire religieux. On trouve par exemple katoliko (catholique), 'ēkelesia (église), pātele (prêtre, de pater), epikopo (évêque), palokia (paroisse), sagato (saint) et son équivalent féminin sagata (sainte), temonio (démon), āselo (ange), pagani (paien), etc.
Cependant, les missionnaires ne se sont pas contentés d'importer des mots du latin dans le vocabulaire religieux : ils ont également donné un sens nouveau à certains mots et créé plusieurs néologismes. Ainsi, le terme atua utilisé pour désigner les divinités pré-chrétiennes signifie aujourd'hui le dieu des chrétiens et est orthographié avec une majuscule (Atua) ; 'aliki, qui désigne les chefs ou les nobles, a pris la signification de « Seigneur ». Le mot tapu (qui a donné en français le terme tabou), signifiant « interdit », « sacré », a été étendu à la religion. asotapu (dimanche) signifie littéralement « jour sacré » et/ou « jour défendu », le travail étant interdit le dimanche. De même, Noël a été traduit par pō tapu (« nuit sacrée »). Enfin, le concept de trinité a été rendu par Tahitolu tapu, ce qui peut se traduire littéralement par « Un-trois sacré ».

##### Lexique du temps
Le latin n'a pas uniquement influencé le vocabulaire religieux. Les missionnaires ont en effet introduit la conception occidentale du temps et du calendrier (heures, jours, mois, années, etc) à travers le latin. Cela est visible dans certains mots : temi (temps), ola (heure, du latin hora), minuta (minute), sēkulō (siècle), mais surtout dans les jours de la semaine. Les missionnaires ont repris le système basé sur le mot feria (jour habituel) + nombre, à l'image des jours de la semaine en portugais. Suivant les règles d'adaptation phonologiques en futunien (voir ci-haut), feria est devenu felia.
Le dimanche étant, dans la tradition chrétienne, le premier jour de la semaine, cela explique que mardi soit considéré comme le troisième jour (feliatolu), et ainsi de suite.
| Français | Futunien  | Commentaire                    |
| -------- | --------- | ------------------------------ |
| Lundi    | monitē    | Emprunt à l'anglais monday     |
| Mardi    | feliatolu | feria + 3 : « Troisième jour » |
| Mercredi | feliafā   | « Quatrième jour »             |
| Jeudi    | felialima | « Cinquième jour »             |
| Vendredi | feliaono  | « Sixième jour »               |
| Samedi   | moeaki    | « La veille » (du dimanche)    |
| Dimanche | asotapu   | « Jour sacré/interdit »        |

Le latin a également servi de base pour les noms des mois, qui ont remplacé les anciens termes futuniens utilisés dans le calendrier traditionnel pré-chrétien.
| Latin      | Futunien   | Français  |
| ---------- | ---------- | --------- |
| Januarius  | Sanualio   | Janvier   |
| Februarius | Fepualio   | Février   |
| Maius      | Malesio    | Mars      |
| Aprilis    | Apelili    | Avril     |
| Maius      | Maio       | Mai       |
| Junius     | Sunio      | Juin      |
| Julius     | Sulio      | Juillet   |
| Augustus   | Akusito    | Août      |
| September  | Sepetepeli | Septembre |
| Octobre    | Oketopeli  | Octobre   |
| November   | Novepeli   | Novembre  |
| December   | Tesepeli   | Décembre  |

##### Calendrier pré-chrétien
À partir des écrits de Pierre Chanel, du dictionnaire d'Isidore Grézel (1878) et des observations de l'anthropologue E.G. Burrows en 1932 à Futuna, l'anthropologue Patrick Kirch est parvenu à établir les noms des différents mois lunaires du calendrier pré-chrétien futunien, où l'année débutait fin avril, et qui ne recoupent pas exactement les mois du calendrier grégorien. Ces termes ne sont plus utilisés aujourd'hui et ont été largement oubliés.
| Mois en français | Mois en futunien (Grézel) | Commentaire                       | Mois en futunien (Burrows) | Commentaire                                 |
| ---------------- | ------------------------- | --------------------------------- | -------------------------- | ------------------------------------------- |
| Avril            | Ualoa                     | « grandes pluies »                | Uafakaaoki                 | « fin des pluies »                          |
| Mai              | Tulalupe                  |                                   | Tulafulu                   |                                             |
| Juin             | Mataliki                  | terme commun à toute la Polynésie | Kametala                   | Référence au soleil                         |
| Juillet          | Tolu                      | « Trois »                         | Puketa                     | plantation des ignames                      |
| Août             | Palolo-mua                |                                   | Lavaipaku                  |                                             |
| Septembre        | Palolo-muli               |                                   | Tautauapeka                | Les nouvelles plantes commencent à pousser  |
| Octobre          | Munifa Tauafu             |                                   | Kalokalo                   |                                             |
| Novembre         | Vai-mua Vai-muli          |                                   | Taufu                      | Début de la saison des pluies               |
| Décembre         | Lisa-mua                  |                                   | Matagi                     | « vent » : période où arrivent les cyclones |
| Janvier          | Lisa-muli                 |                                   | Tagaloa                    | Divinité polynésienne                       |
| Février          | Fakaafuloa                |                                   | Ualasi                     | « grandes pluies »                          |
| Mars             | Fakaafumate               |                                   | Ualiliki                   | (« petites pluies » ?)                      |

#### Emprunts au français
Depuis que Wallis-et-Futuna est devenu un Territoire d'Outre-Mer en 1961, la plupart des emprunts se sont faits à partir du français. Ils touchent de nombreux domaines.
- Le vocabulaire de la politique : le système républicain français ayant été transposé à Futuna (préfet, élections, etc), cela s'est traduit par un apport notable de vocabulaire. Falani (France), politike (politique), telituale (territoire), lepupilika (République), vote (voter, vote), minisi (ministre), polisi (police), pelesita (président)...
- Le vocabulaire administratif : lopitali (l'hôpital), fale pilisoni (prison), pilo (bureau), kalasi (classe (école)), kolesio (collège), lise (lycée), sosiete (société, au sens d'entreprise), etc.
- Géographie : polinesia (Polynésie), mikolonesia (Micronésie), melanesia (Mélanésie), pasifika (Pacifique)
- Dans d'autres domaines, par exemple musetasi (moustache), lale (arrêt [d'un bus])
- Les nouvelles technologies : telefoni (téléphone), televisio (télévision), latio (radio), numelo (numéro), pasina (page)
- La nourriture européenne : kafe (café), folomasi (fromage) etc.

Notons que dans certains cas, le futunien emprunte le mot français avec l'article : lopitali (hôpital, de « l'hôpital »), lafeti (fête, de « la fête »), lale (arrêt, de « l'arrêt ») comme un seul nom commun.
De même que pour le wallisien, le français influence de plus en plus la langue futunienne, de par le contact prolongé entre les deux langues.

### Néologismes
Pour incorporer une nouvelle notion ou un nouveau mot, le futunien a également recours à la création de néologismes. « Avion » a été traduit par vakalele, composé de vaka (pirogue) et lele (voler), soit « pirogue qui vole ».
À la différence des langues polynésiennes avoisinantes, et notamment du wallisien, le futunien n'utilise pas le terme papalagi (palagi en samoan) pour désigner les Européens, mais le mot tea, qui signifie « blanc »[réf. nécessaire].
Parfois, le sens d'un mot existant a acquis une nouvelle signification. C'est le cas de kautasi (ensemble, association), qui signifie également parti politique, ou de pāki (dessin, image), qui veut aussi dire photo.

### Lexique thématique

#### La numération en futunien
Comme la plupart des autres langues polynésiennes, le système de numération en futunien est en base 10. Les dizaines sont formées en ajoutant un classificateur numéral aux unités. Par exemple, avec kau (le plus fréquent) : kaulua (20) = kau + lua (deux), kautolu (30), kaufā (40), etc. La seule exception est le chiffre 10, qui se dit kauagafulu, parfois raccourci en kagufulu (voir tableau). Les centaines sont formées en ajoutant le préfixe des dizaines + lelau aux unités :avec kau, 500 = kaulelau lima, 700 kaulelau fitu, etc. Enfin, les milliers sont formés en rajoutant le nombre au suffixe afe : lua afe (2000), tolu afe (3000), etc.
| Chiffre | Chiffre en futunien (sans classificateur numérique) |
| ------- | --------------------------------------------------- |
| 0       |                                                     |
| 1       | tasi                                                |
| 2       | lua                                                 |
| 3       | tolu                                                |
| 4       | fā                                                  |
| 5       | lima                                                |
| 6       | ono                                                 |
| 7       | fitu                                                |
| 8       | valu                                                |
| 9       | iva                                                 |
| 10      | -agafulu, kagufulu                                  |
| 11      | kagufulu tupu tasi, -agafulu tupu tasi              |
| 20      | -lua                                                |
| 100     | -lelau                                              |
| 200     | -lelau lua                                          |
| 1000    | afe                                                 |
| 2000    | lua afe                                             |

Il faut cependant garder à l'esprit que le système numéral du futunien n'est pas identique à celui du français. En effet, le futunien compte de nombreux préfixes classificateurs numériques différents utilisés pour compter des types d'objets, de personnes ou d'animaux spécifiques. Kau est le plus fréquent. Par exemple, lau- s'utilise pour compter les longueurs du siapo (tissu traditionnel), fua- pour les fruits et les tubercules (ainsi « les dix mangues » se traduit par ko le fuagafulu fā mago ; « 300 mangues » se dirait fulalelautolu); tino est utilisé pour les êtres humains et mata pour les poissons.

## Grammaire

### Opposition entre noms et verbes
Comme dans la plupart des langues polynésiennes, l'opposition entre nom, verbe et même adjectif est peu marquée en futunien, seul le contexte permet de déterminer la fonction grammaticale. Par exemple, folau peut signifier à la fois « voyage », « voyageur » ou « voyager ». Ko le kau folau mei Ono : « ce sont les voyageurs venus d'Ono ». Notons qu'en futunien, un nom est souvent utilisé là où le français aurait recours à un verbe.
Les mots sont invariables : les verbes de se conjuguent pas et les noms ne prennent pas de marque spécifique au pluriel. Certains lexèmes sont cependant redoublés au pluriel.

#### Pronoms personnels
Le futunien ne distingue pas le genre. En plus du singulier et du pluriel, le futunien connaît également le duel. À la première personne, le pluriel et le duel peuvent être inclusifs (exemple : tā, « nous [toi, moi et les autres] ») ou exclusifs (mā, « nous deux [moi et lui, sans toi] ».
Chaque pronom personnel possède deux formes : une quand il se place avant le verbe et une autre quand il est après le verbe.
- e kau moe = je dors
- e moe au = je dors.

### Structure de la phrase
Le futunien est une langue de type VSO (verbe-sujet-objet). Le groupe verbal débute toujours par un marqueur de temps (e : présent, na : passé, ka : futur proche...) qui se place en tête d'énoncé.
Exemple :
| e       | sua     | lātou |
| PRÉSENT | chanter | ils   |

« ils chantent »
Le futunien est une langue ergative. La préposition e marque l'ergativité (à ne pas confondre avec le marqueur du présent e, en début de phrase) :
| e       | kai    | a           | le   | kimoa  | e    | le   | pusi |
| PRÉSENT | manger | PRÉPOSITION | ART. | souris | ERG. | ART. | chat |« le chat mange la souris ».

### Exprimer l'état
Le futunien ne possède pas de verbe être. Pour exprimer l'état, il suffit d'omettre le verbe :
| e       | kau | futuna   |
| PRÉSENT | je  | futunien |
« Je suis futunien ».
Le futunien a également recours à la particule présentative ko, que l'on peut traduire par « c'est » :
| Ko          | le | pātele | mai | Sigave |
| PRÉSENTATIF | le | prêtre | de  | Sigave |
« C'est le prêtre de Sigave ».
Cependant, l'emploi de ko est plus large : Ko au Sokota'ua, « je suis Sokota'ua ». Au besoin, ko est répété :
| Ko          | loku | fenua | ko          | Falani |
| PRÉSENTATIF | mon  | pays  | PRÉSENTATIF | France |
« Mon pays c'est la France »
La particule ko peut également exprimer le passé, en fonction du contexte. Par exemple Ko Kalaga ko le tagata na tupu i Ava, « Kalaga naquit à Ava », littéralement « Kalaga est l'homme qui naquit à Ava ». Ici, le passé est rendu par la particule temporelle na.

### Marqueurs de temps
Le futunien distingue le temps de manière différente du français. En l'absence de conjugaison, le futunien a recours à des marqueurs de temps. Ces marqueurs sont également utilisés pour exprimer les modes (conditionnel, impératif, durée, etc).

#### na(passé)
na s'emploie pour une action ou un état passé. Le futunien ne distingue pas entre le passé composé, l'imparfait ou le passé simple, comme le montre l'exemple suivant :
| Na    | mānogi | koe            |
| PASSÉ | jouer  | 2e pers. sing. |
« tu as joué/tu jouas/tu jouais. »

#### nao ... fua(passé immédiat)
| Nao        | kau             | ‘oki  | fua   | i    | le   | mā’anu  |
| PASSÉ IMM. | 1re pers. sing. | finir | juste | OBL. | ART. | baigner |
« Je viens juste de finir de me baigner. »

#### e(non-passé)
La préposition e correspond au présent, ou plus spécifiquement à un non-passé. C'est une action qui a encore cours.
| E       | kau             | gā’oi      |
| PRÉSENT | 1re pers. sing. | travailler |
« Je travaille ».
Il s'utilise également pour indiquer l'état :
| E       | kula  | loku | kie   |
| PRÉSENT | rouge | mon  | paréo |
« Mon paréo est rouge ».

#### Le futur
Le futur s'exprime par e + loa :
| E     | sua     | loa   | au              |
| FUTUR | chanter | FUTUR | 1re pers. sing. |
« Je chanterai »
Il s'exprime également à travers le contexte (apogipogi « demain », ka'au « qui vient ») :
- e gā’oi a ia i apogipogi, « il travaillera demain » (littéralement « il travaille demain ») ;
- e folau a lātou i le vāsa’a ka ‘au, « ils voyageront la semaine prochaine » (littéralement « ils voyagent la semaine qui vient »).

#### ka(futur proche)
Ka exprime une action imminente et peut se traduire par « sur le point de ».
- Ka ano a Petelo ki Alofi, « Petelo est sur le point d'aller à Alofi ».

#### koi(rémansif)
Koi est utilisé pour exprimer la durée d'une action.
| Koi      | moe    | le   | fafine |
| RÉMANSIF | dormir | ART. | femme  |
« la femme dort encore ».

#### kua(accompli)
Kua sert à indiquer une action accomplie.
| Kua      | ‘oki     | le   | gā’oi   |
| ACCOMPLI | terminer | ART. | travail |
« Le travail est terminé. »
Ce marqueur s'utilise aussi pour indiquer un changement d'état :
| Kua      | afiafi |
| ACCOMPLI | soir   |
« Le soir tombe. » (littéralement « il [fait] soir »). Kua s'utilise ainsi pour les changements de météo, une personne qui vient, etc.
L'exemple suivant illustre les différences d'emploi de l'accompli (kua) et du présent (e) :
| Kua      | masaki | le   | toe    |
| ACCOMPLI | malade | ART. | enfant |
« L'enfant est malade » (= il vient de tomber malade).
| E       | masaki | le   | toe    |
| PRÉSENT | malade | ART. | enfant |
« L'enfant est malade » (= il est tout le temps malade).

## Ressources

### Médias
Wallis-et-Futuna dispose d'une chaîne de télévision et de radio, Wallis-et-Futuna 1re. Elle émet principalement en wallisien et en français. Certaines émissions ou reportages sont en futunien lorsque le sujet traite de Futuna, mais, globalement, le futunien a une place moindre au sein des médias.

### Dictionnaires et grammaires
En 1867, le père mariste Isidore Grézel publie une petite grammaire du futunien dans la Revue de linguistique et de philologie comparée. En 1878, il complète cette grammaire et publie le premier dictionnaire futunien-français. Ce dictionnaire est complété et réédité en 1986 par le linguiste allemand Karl H. Rensch,. Deux monographies linguistiques ont été publiées par la linguiste française Claire Moyse-Faurie : un dictionnaire français-futunien en 1993 et une grammaire du futunien en 1997. Moyse-Faurie a aussi publié plusieurs articles sur le futunien dans des revues de linguistique.

### Publications
La société futunienne étant de tradition orale, très peu de publications en futunien ont été réalisées et, globalement, la place de l'écrit reste encore faible. Cependant, plusieurs ouvrages ont été publiés en futunien, le plus notable étant un recueil de textes de tradition orale avec traduction française (phrase par phrase et parfois avec la glose mot à mot), Kole le fonu tu'a limulimua. La tortue au dos moussu, publié en 1995 et disponible sur internet. Un autre ouvrage de tradition orale a été publié en 1999, entièrement en futunien. En 1998, l'ouvrage de Daniel Frimigacci Aux temps de la terre noire consacré à l'archéologie de Futuna est traduit en futunien sous le titre Temi o le kele 'uli.
Dans un article publié en 1974 dans le Journal of the Polynesian Society, l'anthropologue Bruce Biggs publie le récit (en futunien et traduit en anglais) de Sōsefo Vanai, un futunien qui a dérivé pendant huit jours en bateau de Futuna jusqu'à Cikobia, île de l'archipel des Fidji. Il indique qu'il s'agit du premier texte en futunien publié avec la notation de la longueur vocalique (macron) et du coup de glotte.
De nombreux documents à caractère religieux ont été publiés en futunien (livre de prières, carnet de chants de messe, etc). En 1880 paraît un catéchisme en futunien (Ko le tosi lotu faka-futuna). La traduction de la Bible représente un effort très important. En 1990, l’Évangile de Saint Marc est publié en futunien. Une traduction effectuée par l'Église évangélique a été également publiée en 2000. Enfin, les témoins de Jéovah disposent de plusieurs traductions de leurs publications en futunien, disponibles sur leur site internet. D'après Filihau Asitaliatini, les traductions sont effectuées à Nouméa.

### Archives sonores
Claire Moyse-Faurie a enregistré entre 1989 et 1992 plusieurs récits de tradition orale en futunien, qui sont disponibles sur le site du LACITO, dans la collection Pangloss, avec transcription et traduction du texte en français.
En 1964, à l'occasion de la visite à Futuna de la Lorientaise, une frégate française, des chants en futunien, du royaume de Sigave, ont été enregistrés par Thomas Baudel. Ils font sans doute partie des premiers enregistrements de musique futunienne. Ces archives, incluant également des chants en wallisien, sont disponibles en libre écoute accompagnées des photos d'époque et du commentaire en français décrivant les danses offertes en l'honneur des visiteurs français.

### Présence sur internet
L'arrivée d'internet à Futuna dans les années 2000 a permis à la langue d'entrer petit à petit dans l'ère numérique. Néanmoins, le taux de connexion reste relativement faible. Dans un rapport publié en 2014, le réseau Maaya et Délégation Générale à la Langue Française et aux Langues de France (DGLFLF) jugent la présence du futunien sur internet parmi les plus faibles de toutes les langues de France.
Cependant, une grande partie des futuniens sont présents sur les réseaux sociaux, notamment Facebook - 1400 usagers de Facebook déclarent parler futunien selon la DGLFLF. Il est difficile de mesurer la présence d'une langue sur un réseau social, alors qu'il est plus aisé de compter le nombre de sites internet dans cette langue. Cela peut donner l'impression d'une quasi-absence du futunien sur la toile, alors même que de nombreux échanges en futunien ont lieu sur les réseaux sociaux.
En outre, Internet a permis la diffusion de reportages, documentaires et vidéos ethnographiques sur la culture futunienne, souvent en futunien (avec ou sans traduction en français). De plus, on trouve de nombreux chants en futunien composés par les artistes du territoire sur la toile. Les nouvelles technologies permettent donc de maintenir un lien entre la population restée à Futuna et la diaspora en Nouvelle-Calédonie et en métropole[réf. nécessaire].
Un site internet trilingue en français, wallisien et futunien a existé brièvement entre 2002 et 2003, www.uveamofutuna.com, contenant de nombreuses informations sur l'histoire, la culture et les langues de Wallis-et-Futuna.
En septembre 2019, l'académie des langues kanak ajoute le wallisien et le futunien à son application mobile, qui permet de traduire des mots et phrases de la vie quotidienne dans plusieurs langues de Nouvelle-Calédonie.